# 离堆公园站
离堆公园站位于四川省成都市都江堰市，是成都市域铁路成灌线离堆支线的一个地下车站，于2013年7月23日投入使用。该站隶属成都铁路局。离堆公园站为西南地区首次将客运专线引入城市地下，并设置的3个地下车站之一。车站设2个进出口。

## 车站结构
离堆公园站是一个地下侧式站台尽端式车站，站台配有屏蔽门。
| 1  | 出入口                     | 出入口                                       |
| -2 |                            | 售票处，候车室                               |
| -2 | 侧式月台，右邊車門將會開啟 |                                              |
| -2 | 2站台                      | 成都市域铁路成灌线往成都站方向（李冰广场站） |
| -2 | 1站台                      | 成都市域铁路成灌线往成都站方向（李冰广场站） |
| -2 | 侧式月台，右邊車門將會開啟 |                                              |
| -2 | 售票处，候车室             |                                              |
| -3 |                            | 车站两侧连接通道                             |